# Kris De Bruyne
Kris De Bruyne (ur. 20 marca 1950 w Antwerpii, zm. 3 lutego 2021 w Cascais) – belgijski muzyk ludowy oraz piosenkarz i gitarzysta rockowy.

## Życiorys
Urodził się w Antwerpii 20 marca 1950 roku. Jego najbardziej znane piosenki to Amsterdam, Vilvoorde City, Lydia d'Ile Dieu, Het Varken van de Hoge Venen, Waar ik voor leef, oraz dwie piosenki, które nagrał z zespołem Lamp: De peulschil i De onverbiddelijke zoener.
Zmarł 3 lutego 2021 roku, miał 70 lat.